# История почты и телеграфа в Валуйках
История почты в Валуйках насчитывает больше четырёх веков. После появления первой валуйской крепости была создана ямская слобода для служащих, исполнявших почтовые поручения. Пётр I реформировал ямскую гоньбу и создал военно-полевую почту, которая обслуживала Петра и его армию во время Азовских походов. В XVIII веке в Валуйском уезде появилась «пешая почта», а при императоре Николае I ямские перевозки были окончательно заменены регулярной почтой. В земский период управление почтой передали местному самоуправлению, которое покрыло конно-почтовыми станциями всю территорию уезда, сдавая их в аренду. История местного телеграфа началась с отправки первой телеграммы в 1874 году. Изначально связь была налажена только с губернским городом Воронежем, но впоследствии Валуйки удалось связать также с Курском, Ростовом-на-Дону, Харьковом. Телеграфная сеть существенно пострадала во время гражданской войны, а затем — во время Великой Отечественной войны.

## Почта

### Появление ямской слободы

Схема почтовых трактов южных областей Русского государства в XVI—XVII веках

Валуйки были приграничным городом Русского царства, и именно здесь проходили дипломатические переговоры с Крымским ханством в так называемом Посольском дворе, открытом в 1621 году. В этих условиях нельзя было обойтись без ямской слободы, поскольку ямщики требовались для перевозки послов, а также для доставки указов, писем и других поручений. В момент основания города почтовые перевозки находились во введении Ямского приказа, отдельного государственного органа допетровской России. Прежде чем вступить в должность ямщика, кандидаты должны были пройти отбор. Во-первых, им следовало поцеловать крест и произнести клятву в Валуйской церкви, суть которой заключалась в том, что ямщик обязался не играть в азартные игры, не воровать у государства, не сбегать из слободы и не задерживаться в местном кабаке. Во-вторых, все ямщики должны были письменно поручиться за нового кандидата, дав ему развёрнутую характеристику, что — в том числе — подразумевало их грамотность.
На первых порах городские воеводы использовали ямщиков на разных работах, заставляя их рубить лес, добывать известь, чинить дороги. Хотя ямщикам разрешалось заниматься торговлей и промыслами, что повышало их благосостояние, они все равно не выдерживали тяжёлых условий и убегали. Ситуация изменилась, после того как Ямской приказ возглавил Дмитрий Пожарский, который избавил ямщиков от трудовых повинностей, чтобы у них была возможность сосредоточиться на почтовых и транзитных перевозках.
По результатам подворной переписи 1626 года в Валуйках насчитывалось 20 ямщиков. Согласно росписи города, составленной в 1621 году, ямскую слободу, находившуюся к тому времени сразу за острогом, было решено переместить дальше, на четверть версты вниз по реке Валуй. Ямщикам выделили землю под пашню вместе с лугами и лесными угодьями. Поскольку валуйский ям был самым крупным на юге государства (в Воронеже, например, было в два раза меньше ямщиков), под огороды им предоставили 25 десятин. Кроме того, для ямских оброчных деревень, крестьяне которых снабжали ямщиков хлебом, овсом и сеном, также выделили землю. Ямская слобода была независима от городского правления.

### Военно-полевая почта и реформы Петра I
Писма твои, маія 26 дня, іюня 2 дня писанныя, мнѣ отданы, въ каторыхъ писано о чесахъ песошныхъ, что посланы. И я тѣ часы всѣ принялъ, только тѣ, которыя черезъ Валуйку, испорчены оба; мню, что для скорой ѣзды. И впредь какъ кумпасы и иные часы будутъ, вели ихъ послать черезъ Воронежъ водою съ норошнымъ человѣкомъ, чтобъ бережнѣя довезъ.
Первая попытка учредить военно-полевую почту для связи войск была предпринята во время Крымского похода 1687 года, однако она закончилась неудачно. При организации Первого Азовского похода в 1695 году Пётр I распорядился создать постоянную почту по маршруту Москва — Елец — Воронеж — Острогожск — Валуйки. Дальше почтовых трактов не было, и валуйские ямщики должны были пересечь Дикое поле, чтобы достичь станицы Гундоровская и оттуда ехать до Азова. Путь через Дикое поле не был безопасным: ямщиков регулярно грабили и неоднократно убивали. Это привело к возросшему числу побегов ямщиков из Валуек. Поэтому при подготовке ко Второму Азовскому походу в 1696 году было решено создать военно-полевую почту: к валуйским ямщикам прикомандировали охрану, защищавшую их от нападений во время перевозок. Был также введён новый маршрут Тула — Ливны — Старый Оскол — Новый Оскол — Валуйки. Впоследствии, в 1700 году — уже после взятия Азова — ямскую почту от Азова до Валуек выставили на торги и продали полковнику Николаю Васильеву.
Одной из обязанностей валуйских ямщиков была доставка в Москву иностранных послов. Поскольку служащие не могли гарантировать их безопасность, Пётр I приказал поселить казаков, переведённых с Хопра и Медведицы, вдоль дороги Азов — Валуйки — Острогожск, «чтобы оба пути впредь были населены и жилы». Известно, что ямщики также занимались доставкой почтовых грузов. Когда в 1696 году российская армия осадила Азов, царь продолжал изучать морское дело, для чего ему требовались навигационные приборы и другие инструменты. Вскоре их доставили валуйчане, однако хрупкое оборудование пострадало от сильной тряски, на что царь пожаловался в письме Андрею Кревету, предложив в следующий раз отправлять такие посылки не по земле, а по воде, чтобы избежать возможных поломок.
Кроме всего прочего, Пётр I реформировал существующую ямскую гоньбу, предварительно отправив в Валуйки офицера Василия Бочарова, чтобы он проверил состояние почтовых перевозок. Было решено, что почтовыми перевозками займутся «городские и посадские люди», а ямщики, в свою очередь, будут возить этих почтовых служащих от одной станции к другой. Для новой системы в Валуйках был учреждён Почтовый стан, где почтовые служащие могли передавать друг другу письма и посылки, а ямщики — менять лошадей (смена должна была укладываться в полчаса). Разрядный Приказ, который теперь заведовал почтовыми перевозками, платил ямщикам жалование и снабжал их форменной одеждой: зелёными кафтанами, шубами, валенками. Помимо государственной корреспонденции отныне можно было за определённую плату отправлять и частную.

### Упадок ямской гоньбы
После смерти Петра I почтовое сообщение пришло в упадок. Ямщики разбегались от непосильной работы. В 1723 году в Валуйках была основана так называемая «скорая верховая гоньба» для пересылки срочной корреспонденции в уездные города. В 1769 году Никита Панин предложил передать Воронежскую, Белгородскую и Киевскую ямскую гоньбу в управление Московскому почтамту. В 1770 году, во время русско-турецкой войны, солдаты, вернувшиеся с поля боя в Воронежскую губернию, принесли с собой чуму. Чтобы предотвратить развитие эпидемии, корреспонденцию во всех уездах губернии, включая Валуйский уезд, окуривали «курительным порошком», при этом посылки проходили дополнительный карантин, оказавшись в Серпухове. Эта практика продолжалась до 1773 года. В конце XVIII и начале XIX веков в уезде появился ещё один вид доставки — «пешая почта», чья суть заключалась в том, что почтальоны доставляли письма пешком в близлежащие поселения. При императоре Николае I ямскую гоньбу постепенно вытеснила регулярная почта: в 1857 году гоньбу окончательно ликвидировали, и ямщиков перевели в разряд государственных крестьян. Одновременно разрешалось владеть частной почтой, чем занимались крестьяне, особенно зимой.

### Земский период

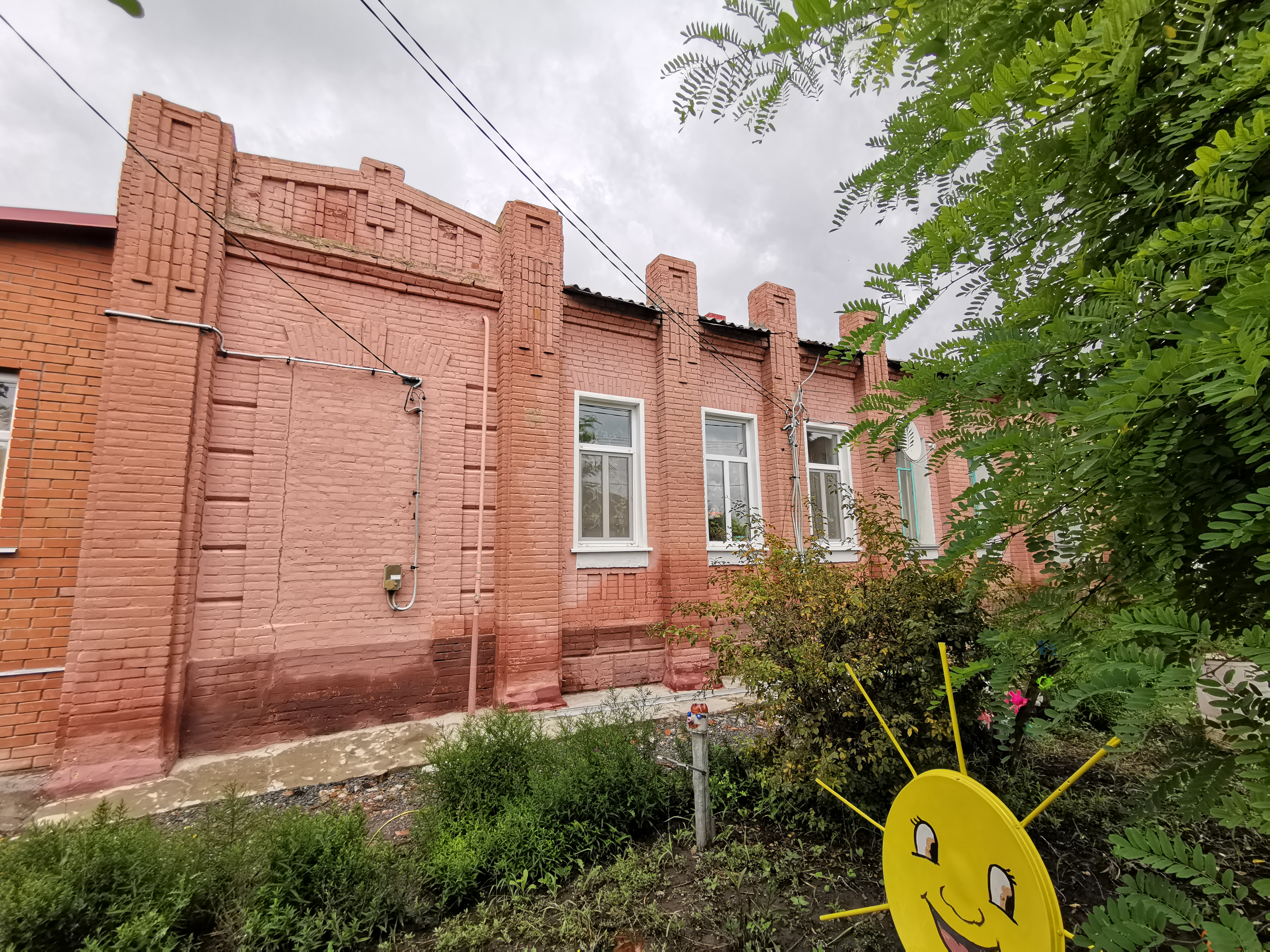
Бывшая конно-почтовая станция по адресу Малый переулок, 4

В 1865 году — в рамках земской реформы, одной из либеральных «великих реформ» Александра II — в Валуйском уезде была создана система местного самоуправления. Земству поручили заниматься почтой наряду с народным образованием и дорогами. Два раза в неделю земские почтальоны ездили по сёлам Валуйского уезда, чтобы собрать почтовую корреспонденцию и затем передать её валуйской почте. Почтовые станции были открыты в Вейделевке и в Борисовке, затем — в Уразово и Больших Липягах. Решение об открытии очередной почтовой станции земством принималось самостоятельно исходя из своих нужд. Хотя основные денежные вложения при обустройстве станции поступали от органов местного самоуправления, в этой деятельности могли принять участие и жертвователи. Благотворителю было нужно внести единовременно 195 рублей, чтобы стать арендатором и чтобы земство предоставило ему определённые льготы на следующие три года после открытия почты, например, бесплатные дрова для отопления станции. Сдача почтовых отделений в аренду частным лицам была распространённым способом уменьшить издержки, поскольку арендатор сам решал, будет ли он строить отдельное здание или разместит почту на дому. Как следствие, надомные почтовые отделения в Валуйском уезде пользовались популярностью. Кроме того, ежегодно с аукциона продавали и саму земскую почту.
С 1830 по 1867 годы в Валуйках было всего два служащих: почтмейстер и его помощник, зарабатывавшие соответственно 171 рубль 42 копейки и 114 рублей 28 копеек в год. Однако уже в 1867 году на службе состояли почтмейстер с жалованием в 400 рублей, помощник с жалованием в 300 рублей и сортировщик, который ежегодно получал 250 рублей. Изначально посылки и письма принимал почтмейстер, но вскоре в центре города повесили первый почтовый ящик жёлтого цвета, поскольку почтмейстер, по-видимому, не успевал вести приём корреспонденции из-за графика работы с 8 до 12 часов дня. Корреспонденцию из почтового ящика доставали раз в сутки. Письма отправлялись из Валуек четыре раза в неделю, тогда как посылки и пакеты — два раза. К концу XIX века, когда почтовые перевозки стали более интенсивными, приём почты вёлся уже с 8 часов утра до 20 часов вечера, и даже в праздничные дни почта работала по три часа. Количество почтовых ящиков увеличилось до двух, и письма из них доставали три раза в день. Почту из Валуек перевозили железнодорожным транспортом или на тройке лошадей в сопровождении почтальона, который был вооружён шестизарядным револьвером и шашкой. Изначально почтальоны возили корреспонденцию на дальние расстояния вплоть до Ставрополя, но впоследствии от таких длинных поездок отказались: максимально удалённым пунктом доставки стала слобода Давыдовка Воронежской губернии.

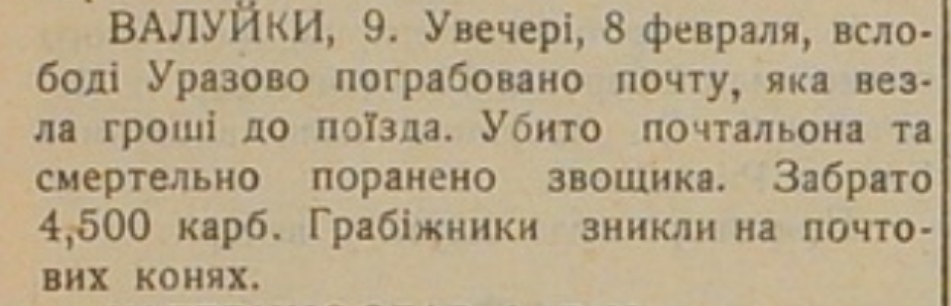
Газета «Рада» сообщала об ограблении почты в слободе Уразово года.

Примерно в 1907 году в Казацкой слободе на городской окраине построили ещё одну конно-почтовую станцию. В главном деревянном здании, обложенном кирпичом, располагались квартиры для служащих, тогда как лошади содержались в конюшне во дворе, которая сохранилась до сегодняшнего дня и используется в качестве сарая. В 1912 году в Валуйском уезде насчитывалось шесть почтовых станций со 172 лошадями, каждая из которых к 1914 году ежегодно находилась в работе 297 суток и проезжала 4523 версты. Были открыты станции в сёлах Белый Колодезь и Малакеево (ныне располагаются в Вейделевском районе), при этом их общее число предполагалось довести до 15 штук. Перед началом Первой мировой войны земство приобрело два автомобиля, каждый из которых обошёлся ему в 5000 рублей, и бензин на 1000 рублей для того, чтобы модернизировать почтовые перевозки. Предполагалось, что два шофёра будут получать жалование в 900 и 1000 рублей, однако служащие не успели воспользоваться автомобилями.
Во время войны почта страдала от перегрузок «ввиду особых условий доставки» посылок, адресованных в действующую армию, о чём 27 апреля (10 мая) 1916 года сообщил в уездной газете начальник Валуйской почтово-телеграфной конторы. «Во избежание получения посылок адресатами в разбитом виде» почта настоятельно рекомендовала местным жителям «заделывать такие посылки самым тщательным образом и притом в крепкие и прочные ящики или в оболочку из крепкого и плотного холста, дерюги, полотна».

## Телеграф

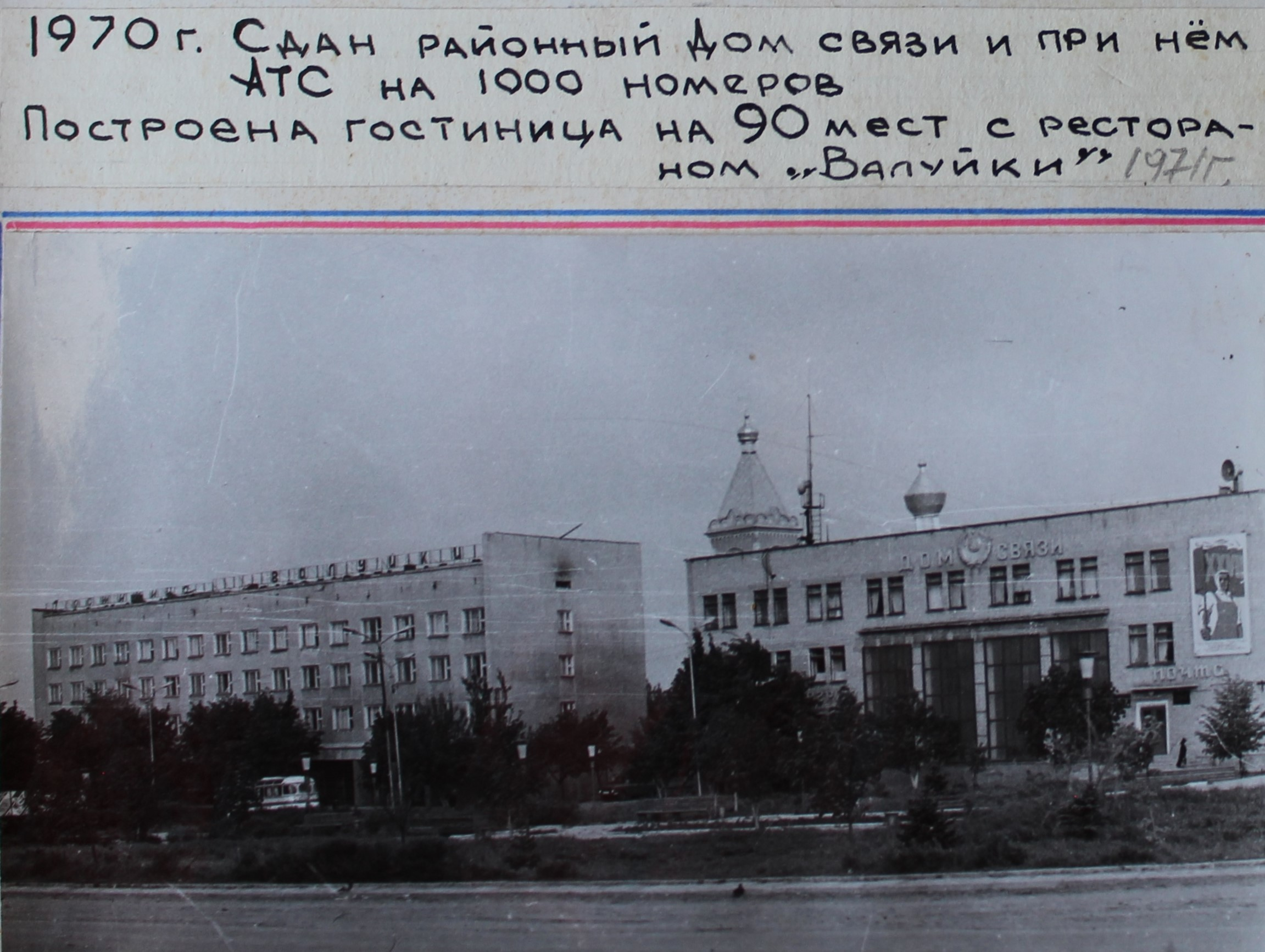
Дом связи, введённый в эксплуатацию в 1970 году, где располагались телеграф, почта и АТС

Первую телеграмму из Валуек в Воронеж отправили 19 ноября 1874 года с помощью приобретённого валуйской почтово-телеграфной станцией аппарата системы Морзе. Постепенно Валуйки связывали с другими населёнными пунктами. Например, в 1879 году была построена телеграфная сеть, связавшая город с Ростовом-на-Дону. Уже к 1883 году помимо Валуек телеграфная станция имелась в слободе Уразово. В том же году Валуйки приняли 7000 телеграмм, выручив 1734 рубля 64 копейки и став таким образом седьмой в Воронежской губернии станцией по доходам. В 1884 году станцию перевели на постоянный ток. Первоначально телеграф в Валуйках обслуживали всего два человека: начальник линии и начальник телеграфной станции.
Во время гражданской войны многочисленные шайки и банды уничтожали телеграфные столбы. В итоге, к 1925 году Валуйки остались без телеграфа. Его пришлось восстанавливать, заменяя устаревшее оборудование. К 1928—1929 годам властям удалось наладить устойчивую связь с Воронежем, Ростовом-на-Дону и Острогожском.
Однако с началом Второй мировой войны город снова остался без телеграфа: в момент наступления немецких войск в 1942 году советская армия увезла часть оборудования, которое затем пропало по дороге к Дону. Оккупанты разрушили то, что не успели забрать солдаты во время эвакуации. После освобождения города в начале 1943 года телеграфную связь быстро восстановили, используя в том числе трофейное оборудование. Было налажено телеграфное сообщение с Курском и Воронежем, а к концу года — с Харьковом. Через пять лет после окончания войны объём переданных телеграмм увеличился в полтора раза в сравнении с довоенным уровнем. В послевоенный период станция получила новые аппараты — телетайпы, благодаря которым появилась возможность более оперативно отправлять государственные сообщения и «молнии».